# Plagodis extrema
Plagodis extrema là một loài bướm đêm trong họ Geometridae.